# Франка — дружина Хама
«Франка — дружина Хама» (інша назва: «Хам») — радянський чотирисерійний телефільм 1990 року, знятий режисером Дмитром Зайцевим на кіностудії «Білорусьфільм».

## Сюжет
За мотивами повісті Елізи Ожешко «Хам». Дія фільму відбувається на початку ХХ століття у білоруському селі. Красуня Франка, дочка польського чинуші, одрудується з білоруським рибалкою і не може прийняти щасливу долю: до шлюбу їй довелося побувати і прачкою в багатих будинках, і повією. І тепер неспокійна душа Франки прагне покаяння… Проте звикла до комфорту та гарного життя, городянка влаштовуватиме істерики, збігатиме від чоловіка до міста і одного разу принесе чужу дитину. А Павло її завжди терпляче чекатиме, прощатиме і знову чекатиме, і так до трагічної розв'язки.

## У ролях
- Ханна Дуновська — Франка, полька, дружина Павла
- Геннадій Шкуратов — Павло, селянин, місцевий рибалка
- Рита Гладунко — Марцелла, бездомна бабця, жебрачка
- Марія Захаревич — Авдотья, кума Павла
- Надія Бутирцева — Уляна, сестра Павла, дружина Філіпа
- Олександр Сайко — Філіп, поромник, сусід Павла, чоловік Уляни
- Андрій Бобров — роль другого плану
- Інна Аленікова — мати Франки
- Юрій Казючиць — односельець Павла
- О. Боброва — роль другого плану
- Юрій Дедович — урядник
- Віктор Тарасов — епізод
- Наталія Пашкевич — епізод
- Роман Лужков — епізод
- Ігор Леньов — епізод
- Володимир Січкар — епізод
- Андрій Кашкер — епізод
- Андрій Бубашкін — епізод
- Інокентій Січкар — епізод
- Інна Махортова — епізод
- Віталій Владика — епізод
- Оля Мелехова — епізод
- Валерій Бондаренко — шляхтич

## Знімальна група
- Режисер — Дмитро Зайцев
- Сценарист — Олександр Зайцев
- Оператор — Володимир Споришков
- Композитор — Едісон Денисов
- Художник — Олександр Чертович